# Aparato Raro
Aparato Raro es una banda chilena de la música synth pop y new wave formada en Santiago en 1984 por Juan Ricardo Weiler, Igor Rodríguez, Rodrigo "Coti" Aboitiz, y Boris Sazunic.
Fundada como el Ojo de Horus, comenzaron como una banda de jazz-fusión. En 1984, al descubrir a artistas como Depeche Mode, Ultravox, Thomas Dolby y Kraftwerk, cambiaron de rumbo musical y adoptaron su denominación actual. Entre sus composiciones destacan las «Conexiones televisivas», «Ultimátum», «Juanito P», «Emociones Sin Restricciones» y el éxito «Calibraciones», el cual se convirtió en uno de los temas más emblemáticos de la década de 1980 en Chile.
Su influencia más clara es el grupo de Synth rock Devo.
Se disolvió en 1988, pero en 2007 volvieron en el concierto La Cumbre del Rock Chileno. Actualmente sus integrantes originales se reúnen esporádicamente para tocar en vivo.

## Historia

### Origen
La banda nació primero como un grupo de jazz-fusión; se llamaba Ojo de Horus, y era liderada por el baterista Juan Ricardo Weiler. En 1984, el tecladista Igor Rodríguez ingresó a la Facultad de Música de la Universidad de Chile, donde conoció a Jorge González (vocalista de Los Prisioneros) y Carlos Fonseca. El vínculo se fortalecería con el tiempo, pues estos influyeron decisivamente en el cambio de estilo de la banda al synth pop, que era mucho más cercano a la estética del nuevo rock que comandaba Fonseca junto a Los Prisioneros en 1984. Con este nuevo sonido grabaron su disco debut, Aparato Raro. Sus primeros conciertos se realizaban en universidades, pero su inicio fue complicado debido a la censura ideológica que había impuesto la dictadura militar en el país.

### «Calibraciones» y éxito
Su relativa popularidad se debe a la canción «Calibraciones», la cual fue un gran éxito debido a su cercanía al underground, cultura que estaba volviéndose una moda en esa época; este estilo se caracterizó en Chile por su oposición al Gobierno.

### Declive
Cuando el éxito de la banda iba en aumento, dos integrantes se retiraron (Weiler y Sazunic) para formar la banda Pie Plano. Fueron sustituidos por Mauricio Guerrero en la batería y Emilio García en la guitarra. Así, fue otra la formación que realizó Blanco & Negro (1987), su segundo y último disco. Este disco fue grabado por Igor Rodríguez y Rodrigo Aboitiz, pero trabajaron por separado, lo cual hizo que su imagen de grupo unido se viera afectado.
La banda se disolvió oficialmente en la época en que Andrés Bobe (futuro líder de La Ley) entró a tocar al grupo, invitado por Juan Ricardo Weiler, quien fue su excompañero de universidad. Sin embargo, Bobe no alcanzó a grabar, solo a tocar en algunas presentaciones. 

### Después de la separación
En 1988, Igor Rodríguez inició un nuevo proyecto musical, Misión África, el cual no tuvo mucho éxito, por lo que tiempo después decidió retirarse de la música. Aboitiz y Bobe, por su parte, formaron la exitosa banda La Ley, y el resto se dispersó. 
En 1999, Rodrigo Aboitiz creó junto a Luciano Rojas, Denisse Malebrán e Iván Delgado, la banda Saiko, y en 2009, creó junto a Ignacio Redard, la banda de synth pop The Plugin, que en la actualidad presenta su propuesta en escenarios de Chile y en el extranjero; adicionalmente, en el año 2016 fundó la banda DIACERO junto a otros exmiembros de La Ley (Luciano Rojas, Mauricio Clavería, Pedro Frugone) y como vocalista al mencionado Ignacio Redard.

### Reuniones posteriores
El 6 de enero de 2007, Aparato Raro se sumó junto a Upa! a la Cumbre del Rock Chileno, en el Estadio Nacional, pero a ella sólo se integraron Igor Rodríguez, acompañado de su hijo Benjamín, y Juan Ricardo Weiller.
Aparato Raro no volvería a reunirse con su formación original hasta seis años después, en 2013, cuando luego de ser parte del libro Las Voces de los '80 de Emiliano Aguayo, se presentaron en el festival que nació a raíz del libro homónimo. Fue el 29 de junio de 2013 en el Movistar Arena.
En 2015, con una nueva formación, la banda anuncio en el diario La Tercera un nuevo material discográfico y varios conciertos, celebrando el trigésimo aniversario del primer álbum de la banda. En 2018 hubo nuevamente cambios de integrantes, dándose por terminado con el regreso definitivo de sus miembros originales. Desde entonces, Aparato Raro ofrece conciertos de manera esporádica.

## Integrantes

### Miembros actuales
- Igor Rodríguez - voz, teclados (1984–1988; 2007; 2013–presente)
- Rodrigo "Coti" Aboitiz - teclados (1984–1988; 2013; 2018–presente)
- Boris Sazunic - guitarra (1984–1986; 2013–presente)
- Juan Ricardo Weiller - batería (1984–1986; 2007; 2013; 2018–presente)

### Miembros anteriores
- Mauricio Guerrero - batería (1986–1988)
- Emilio García - guitarra (1986–1988)
- Andrés Bobe - guitarra (1987–1988)
- Nina Olivos - voz (2015–2017)
- Benjamín Rodríguez - teclados (2007; 2015–2017)
- Nicolás Chacón - bajo (2015–2017)
- Matías Petersen - batería (2015–2017)

## Discografía

### Álbumes de estudio
- Aparato Raro (1985).
- Blanco & negro (1987).
- Luces en tu piel (EP, 2015).
- Aparato Raro (2021).

### Recopilaciones
- Aparato Raro 1985 - 1988 (1994).
- Grandes éxitos. Rock chileno Serie 80 (2002).

### Sencillos
| Año  | Canción                       | Álbum                 |
| ---- | ----------------------------- | --------------------- |
| 1985 | «Calibraciones»               | Aparato Raro          |
| 1987 | «Conexiones televisivas»      | Blanco & negro        |
| 1987 | «Emociones sin restricciones» | Blanco & negro        |
| 1987 | «Estamos bien»                | Blanco & negro        |
| 2015 | «Luces en tu piel»            | Luces en tu piel (EP) |

## Videoclips
- «Calibraciones» (1985)
- «Conexiones televisivas» (1987)
- «Emociones sin restricciones» (1987)
- «Juanito P» (1987)
- «Estamos bien» (1987)